# ميخوط شوكي الانحناءات
ميخوط شوكي الانحناءات (الاسم العلمي:Myxobolus spinacurvatura) هو نوع من المواخط يتبع جنس الميخوط من الفصيلة الميخوطية.